# الريان (محافظة الجموم)
الريان قرية سعودية، ومركز في محافظة الجموم بمنطقة مكة المكرمة. تقع في شمال شرق مكة المكرمة بمسافة تقارب (35) كم. تقع على الطريق الرئيسي الذي يمر بمحافظة الجموم والمؤدي إلى الزيما والطائف، مما يجعله منطقة حيوية تعاني من ازدحام مروري بسبب مرور الشاحنات والصهاريج الكبيرة القادمة من جدة لنقل المياه والبضائع إلى الطائف والرياض والمناطق الشرقية من المملكة.

## التاريخ
يوجد في الريان بيوت قديمة مشيدة بالحجارة والطين، يعود تاريخ بعضها إلى أكثر من 250 عامًا. كما توجد آبار قديمة ما زالت قائمة كمواقع أثرية تروي حقبة تاريخية ماضية. تعود تسمية الريان إلى كثرة جريان الأودية والشعاب بالمياه وخصوبة الأرض، حيث كان الأهالي لا يعانون في أثناء حفر الآبار نظراً لتوافر المياه السطحية والعميقة في الماضي.

## التعليم
تأسست مدرسة الريان الابتدائية في عام 1374هـ، وكانت تقتصر في البداية على المرحلة الابتدائية. أما الآن، فهي تشمل جميع المراحل التعليمية من الابتدائية إلى الثانوية. لعبت المدرسة دورًا مهمًا في تعليم الأجيال، حيث تخرج منها العديد من القيادات في مختلف القطاعات الحكومية.

## الصحة
يوجد في الريان مركز صحي حكومي يقدم الخدمات العلاجية والوقائية والتوعوية لسكان المركز.

## الزراعة
يعتبر مركز الريان منطقة زراعية خصبة، حيث توجد العديد من المزارع التي تنتج الخضروات والفواكه. يستفيد المزارعون من وادي حورة ووادي مد الظهران اللذين يصبان في السد الموجود في القشاشية. تنتج المزارع كميات كبيرة من الخضروات التي تُزوّد محافظات جدة ومكة المكرمة والطائف بها.